# Frank Bennett (tennis)
Pour les articles homonymes, voir Frank Bennett (homonymie) et Bennett.
Frank Bennett est un joueur de tennis australien.

## Carrière
1/8 de finale à l'Open d'Australie en 1937, 1940 et 1947
1/4 de finale à l'Open d'Australie en 1940.
Finaliste du Wellington Open contre Jack Crawford en 1949.

## Référence
1. ↑  (en) Frank Bennett sur ausopen.com